# Meioneta evadens
Meioneta evadens là một loài nhện trong họ Linyphiidae.
Loài này thuộc chi Meioneta. Meioneta evadens được Ralph Vary Chamberlin miêu tả năm 1925.